# Boiotien

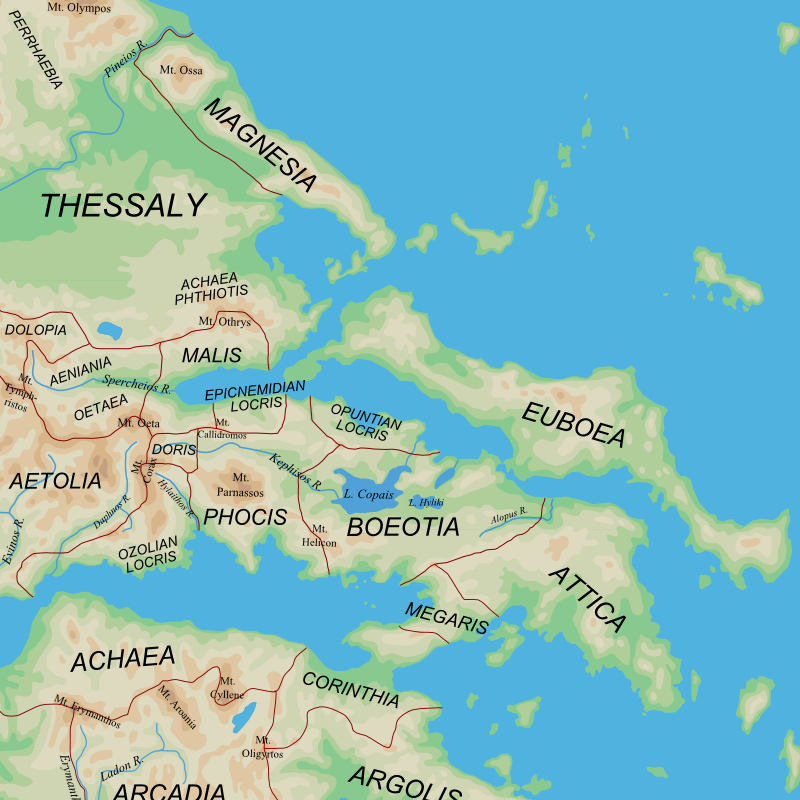
Lage von Boiotien

Karte des antiken Boiotien

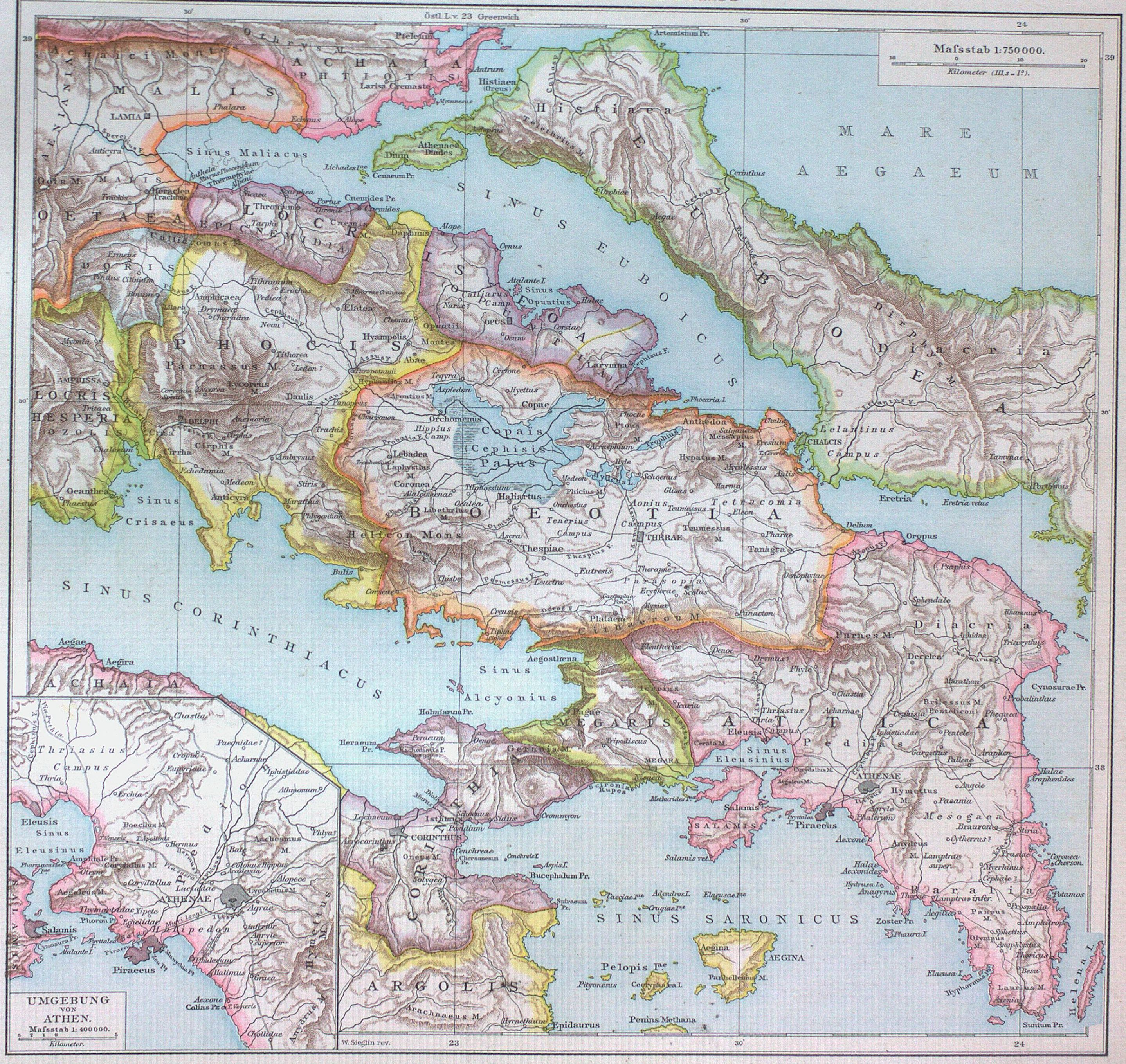
Das antike Boiotien

Boiotien (altgriechisch Βοιωτία Boiōtía, lateinisch Boeotia, daher im Deutschen auch Böotien) ist die in der Antike nach den dortigen Rinderweiden (βοῦς būs ‚Rind‘) benannte Landschaft im südöstlichen Mittelgriechenland, in der der griechische Volksstamm der Boioter (Βοιωτοί) siedelte. Ihre Größe beträgt etwa 2500 km².

## Geografie
Boiotien grenzte im Westen an Phokis, im Süden an den korinthischen Golf, im Osten an den Kithairon und im Norden an das opuntische Lokris. Der Sund von Euböa bildete lange die natürliche Ostgrenze. Das Gebiet ist im Norden hügelig, im Süden gebirgig, dazwischen liegt ebenes Tiefland. Die wichtigsten Orte der Antike waren Theben und Haliartos, außerdem Orchomenos, Thespiai (Thespiae) und Plataiai (Platää). Heutige Hauptorte sind Theben (Thiva) und Livadia. Boiotien blieb binnenländisches Agrarland, obwohl seine Küstenlinien natürliche Häfen aufwiesen. Historisch und archäologisch von Bedeutung sind zudem Akraiphia, Aulis, Eutresis, Gla, Leuktra, Siphai, Tanagra und Thisbe.

## Geschichte

### Ur- und Frühgeschichte
Älteste Siedlungsspuren finden sich in Boiotien bereits in der Altsteinzeit in Höhlen rund um den Kopaïs-See. Spätestens seit der Jungsteinzeit gab es in den fruchtbaren Binnenebenen eine hohe Bevölkerungsdichte. Aus der Frühen Bronzezeit (Frühhelladikum) sind bisher mindestens 56 Fundplätze bekannt, von denen allerdings die wenigsten systematisch archäologisch erforscht wurden. Die meisten Siedlungen befanden sich in Küstennähe oder an Verkehrswegen zu größeren Häfen. Architekturreste aus dem Frühhelladikum wurden unter anderem in Theben, Orchomenos, Eutresis und Lithares ergraben. In mykenischer Zeit waren Theben und Orchomenos die Sitze bedeutender Dynastien, deren rivalisierende Beziehungen offenbar Niederschlag in der späteren mythischen Überlieferung fanden. Der Kopais-See wurde trockengelegt und so neue ausgedehnte Agrargebiete erschlossen, die jedoch nach dem Verfall der mykenischen Palastkultur (ca. 1200 v. Chr.) wieder unter Wasser standen. Die auf einer Insel des (trockengelegten) Sees gelegene Festung Gla wurde bereits kurz vor dem Ende der Palastzeit verlassen.
Frühe stammesgeschichtliche und kultische Beziehungen bestanden mit Thessalien, worauf u. a. die enge Verwandtschaft zwischen dem boiotischen und dem thessalischen Dialekt hindeutet. Wahrscheinlich zog der antike Volksstamm der Boioter im Rahmen der Wanderbewegungen der Dunklen Jahrhunderte von Nordwesten her nach Boiotien, siedelte sich hier an und gab dem Gebiet seinen Namen. Die antike Überlieferung berichtet dementsprechend, dass die Boioter – angeblich 60 Jahre nach dem Trojanischen Krieg – von Thessalien aus nach Boiotien einwanderten. Die Namensform des Volks (Βοιωτοί) ist nordwestgriechisch und stammt eventuell von der Bezeichnung des makedonischen Grenzgebirges zu Epirus, Boion, ab. Anfangs waren die boiotischen Gemeinden nur lose miteinander verbunden. Bereits Homer führt in seinem Schiffskatalog 29 ihrer Städte an. Gemeinsame Kultstätten bestanden in Onchestos und nahe Koroneia. An letztgenanntem Ort wurden beim Tempel der Athene Itonia das allgemeine Fest der Pamboiotia mit Spielen gefeiert.

### Klassisch-griechische Zeit
Im späten 6. Jahrhundert v. Chr. erfolgte die Gründung eines ersten Bundes boiotischer Städte, in dem Theben tonangebend war. Es gab jedoch interne Streitigkeiten, vor allem wegen des Strebens von Theben nach unbeschränkter Hegemonie, weshalb das nahe der Grenze zu Attika gelegene Plataiai dem Bund nicht beitrat, sondern sich mit Athen verbündete. Anlässlich der im frühen 5. Jahrhundert v. Chr. von Dareios I. und Xerxes I. unternommenen Perserkriege zur Unterwerfung Griechenlands unterstützten zahlreiche Mitglieder des Bundes die Perser; nur Plataiai und Thespiai standen auf Seite Athens. Daher wurde der Bund nach der erfolgreichen Abwehr der persischen Invasionsversuche (480 v. Chr.) vielleicht aufgelöst. Jedenfalls ging Theben seiner Führungsrolle verlustig. Nachdem die Athener 457 v. Chr. ein boiotisches Heer in der Schlacht von Oinophyta besiegt hatten, zerstörten sie Tanagra und erlangten kurzzeitig die Oberherrschaft über Boiotien. Der attische Stratege Tolmides musste sich aber in der Schlacht von Koroneia (447 v. Chr.) geschlagen geben und Athen damit auf die Hegemonie über die Landschaft verzichten. Boiotien wurde nun straffer als Bundesstaat organisiert, seine Städte wurden in elf gleich große Bezirke zusammengefasst und waren proportional in den Führungsämtern (Böotarch) und Bundesorganen vertreten.
Die Boioter unterstützen Sparta im Peloponnesischen Krieg (431–404 v. Chr.), zerstritten sich dann aber mit den Spartanern. In der Folge zogen sie gemeinsam mit Athen, Korinth und Argos im Korinthischen Krieg (395–387 v. Chr.) ergebnislos gegen Sparta zu Felde. Diese militärische Auseinandersetzung wurde durch den Königsfrieden 387/386 v. Chr. beendet, der die Auflösung des boiotischen Bundes bedeutete. Pelopidas eroberte 379 v. Chr. die Kadmeia von den Spartanern zurück, befreite Theben und war danach enger Mitarbeiter seines Freundes Epaminondas. Diese beiden führenden Politiker und Feldherren bauten Thebens Hegemonie im neu etablierten boiotischen Bund weiter aus; Plataiai und Orchomenos wurden zerstört. Epaminondas bezeichnete Boiotien als „Tanzplatz des Ares“, weil sich dessen weitläufigen Ebenen als hervorragend für die mit der griechischen Phalanx verbundene Art der Kriegsführung eigneten. 371 v. Chr. schlug er die Spartaner in der Schlacht bei Leuktra entscheidend und verschaffte Theben so kurzzeitig die Führungsrolle in ganz Griechenland. Der boiotische Bund stand damit am Höhepunkt seiner Macht. 362 v. Chr. fiel Epaminondas aber in der Schlacht von Mantineia, die bereits wieder das Ende der thebanischen Hegemonie über Griechenland markierte. König Philipp II. von Makedonien gewann 338 v. Chr. die Schlacht von Chaironeia gegen die verbündeten Athener und Thebaner und errang so die Vormachtstellung in Griechenland, somit auch die Hegemonie über Boiotien, dessen Bund wiederhergestellt wurde. 335 v. Chr. siegte Philipps Sohn und Nachfolger, Alexander der Große, in einer Schlacht über Theben, das sich gegen die makedonische Herrschaft erhoben hatte. Er ließ die Stadt in Trümmer legen, dagegen Plataiai und Orchemenos neu errichten. Kassander förderte 316 v. Chr. den Wiederaufbau Thebens.

### Hellenistische Epoche und Herrschaft der Römer
In den kriegerischen Auseinandersetzungen der hellenistischen Zeit konnte sich der boiotische Bund behaupten. Für einige Zeit waren sogar Chalkis, Eretria, Megara und andere Städte zu Boiotien gehörig. Als König Perseus den Dritten Makedonischen Krieg (171–168 v. Chr.) gegen Rom ausfocht, waren die Boioter seine Bundesgenossen, doch gab es in einzelnen boiotischen Städten auch romfreundliche Parteien. Die Römer griffen in Boiotien militärisch ein und zerstörten u. a. 171 v. Chr. Haliartos. Auch am Aufstand des Achaiischen Bundes gegen Rom beteiligte sich Boiotien, dessen Bund infolgedessen 146 v. Chr. aufgelöst wurde. Rasch kam es zu einer Neuetablierung des Bundes. Er dauerte bis in die späte Kaiserzeit fort, doch hatte er keine politische Bedeutung mehr, sondern nur noch kultische Funktionen inne. Es kam unter römischer Herrschaft zu einem Verfall vieler Städte der Landschaft. Strabon kennt nur noch Tanagra und Thespiai als mittelmäßige Städte; alle übrigen lagen in Trümmern oder waren zu kleinen Orten verkommen. Der sehr bescheidene Wohlstand Boiotiens wurde später durch einen Einfall der Goten unter Alarich erneut vernichtet.

### Mittelalter
551 n. Chr. wurde Boiotien durch ein heftiges Erdbeben schwer betroffen; dabei wurden acht Gemeinden verwüstet. Im 7. Jahrhundert siedelten sich Slawen in Boiotien an. In den beiden folgenden Jahrhunderten florierte Theben, das Metropole des Themas Hellas war. Im 13. und 14. Jahrhundert war Boiotien ein Kernland des Herzogtums Athen. Gegen Ende des Mittelalters wanderten Albaner in die verödete Landschaft ein.

### Antiker Kult
Die wichtigsten Heiligtümer Boiotiens waren das Heiligtum des Poseidon in Onchestos, die Athena Itonia bei Koroneia und der Tempel des Apollon in Delion. Gargaphie war ein der Diana geheiligtes Tal mit Quelle in Boiotien.

### Der Begriffböotisch
In der griechischen Antike bedeutete (vor allem bei den Athenern) „boiotisch“ so viel wie ‚ländlich grob, ungebildet‘; die Griechen nannten die Boiotier bisweilen gar „boiotische Schweine“. Mit dieser Wortbedeutung ging „böotisch“ auch in die gehobene deutsche Sprache des 18. und 19. Jahrhunderts ein, etwa bei Friedrich dem Großen, der an Voltaire schrieb, sein Bote und Freund, der Kurländer Dietrich von Keyserlingk, stamme aus dem „modernen Böotien“, oder Lion Feuchtwanger, der die Figur Paul Hessreiter in seinem Roman Erfolg von der „Böotisierung“ Münchens sprechen ließ. In der französischen Sprache hat béotien bis heute die Bedeutung von „Kulturbanause, Primitivling, ungebildeter Mensch“.